# 12. фебруар
12. фебруар је четрдесет трећи дан у години у Грегоријанском календару. 322 дана (323 у преступним годинама) остаје у години после овог дана.

## Догађаји
- 1502 — Изабела I је издала едикт чиме је ставила ван закона ислам у Круни Кастиље, приморавши све њене муслиманске поданике да се преобрате на хришћанство.
- 1733 — Енглез Џејмс Оглторп је основао Џорџију, 13. колонију од британских Тринаест колонија, и њен први град Савану.
- 1812 — Елбриџ Џери је потиписао изборни закон у Масачусетсу, и при томе увео тај облик изборни инжењеринг познат као џеримандеринг
- 1818 — Чиле прогласио независност од Шпаније на годишњицу битке код Чакабука.
- 1825 — Крики су предали америчког влади своје последње земље у Џорџији по споразуму из Индијан Спрингса и одселили се на запад.
- 1832 — Пацифичка острва Галапагос припојена Еквадору.
- 1851 — Едвард Харгрејвс пронашао злато у Самерхил Крику у Новом Јужном Велсу, изазвавши златну грозницу у Аустралији.
- 1855 — Основан је Државни универзитет Мичигена.
- 1899 — Немачка од Шпаније купила Каролинска острва и Маријанска острва у Пацифику.
- 1912 — Абдицирао последњи кинески цар Пу Ји, из династије Манчу, Кина постала република, а први председник Суен Јатсен.
- 1942 — Немачки војници убили 42 затвореника која су бежала из логора Црвени крст код Ниша, у Другом светском рату, а 105 затвореника успело да побегне. За одмазду стрељано 850 људи.
- 1953 — СССР прекинуо дипломатске односе са Израелом после бомбашког напада на совјетско посланство у Тел Авиву.
- 1961 — Саопштено да су припадници сепаратистичког покрета Катанге убили премијера Конга и националног хероја Патриса Лумумбу. Тачан датум и околности под којима је убијен никада нису откривени.
- 1973 — Северни Вијетнам током Вијетнамског рата ослободио прву групу америчких ратних заробљеника.
- 1974 — У Москви ухапшен руски писац Александар Солжењицин, добитник Нобелове награде за књижевност 1970. Наредног дана одузето му совјетско држављанство и протеран из земље. После две деценије проведене у емиграцији у САД вратио се у Русију.
- 1979 — У Родезији погинуло 59 људи у путничком авиону "Ер Родезија", који су оборили герилци.
- 1986 — САД Југославији изручиле Андрију Артуковића, министра унутрашњих послова Владе Независне Државе Хрватске у Другом светском рату. Југословенске власти Артуковића, који је после рата побегао из земље, оптужиле за ратне злочине почињене над цивилима, међу којима је било највише Срба и Јевреја.
- 1993 — Бивши председник Малија Муса Траоре и три официра осуђени на смрт пошто их је суд прогласио кривима за масовна убиства 1991.
- 1997 — Хванг Ђанг Јоп, близак сарадник председника Северне Кореје Ким Џонг Ила, тражио у јужнокорејској амбасади у Пекингу политички азил у Јужној Кореји.
- 1999 —
  - Сенат САД ослободио председника САД Била Клинтона оптужби за кривоклетство и опструкцију правде, чиме је, после годину дана, окончана „сексуална афера“ с Моником Луински и избегнут импичмент.
- 2000 —
  - Пољска, Мађарска и Чешка, прве од бивших чланица Варшавског пакта, прикључиле се НАТО-у.
- 2002 —
  - Пред Међународним судом за ратне злочине у Хагу почело суђење бившем председнику Србије и Југославије Слободану Милошевићу, првом шефу државе којем се суди пред Међународним судом. Милошевић у мају 1999. оптужен за злочин против човечности, кршење закона и правила рата и геноцид током ратова у Хрватској и Босни и сукоба на Косову. Почетак „процеса века“ пратило више од 1.000 највећих светских медија. На захтев Хашког трибунала власти Србије изручиле Милошевића 28. јуна 2001..
  - Пакистанске власти ухапсиле екстремног исламисту Ахмада Омара Саеда Шеика, британског држављанина, који је главни осумњичени за отмицу америчког репортера Данијела Перла, који је извештавао за "Wall Street Journal".
- 2003 — У сукобима војске и побуњених припадника полиције и других демонстраната током протеста у Ла Пазу у Боливији најмање 30 особа погинуло, а 160 их повређено.
- 2006 —
  - У Словенији откривен вирус птичије грипе Х5.
  - Случај вируса птичије грипе Х5 потврђен у Нигерији. То је први случај појаве овог вируса у Африци.
  - Краљевска гробница, која датира из 200-300 године п. н. е. откривена у Пелау, Грчка. То је највећа гробница нађена у Грчкој досада.
  - Британски таблоид "News of the World" објавио видео из 2004. године на којем су снимљени британски војници који туку ирачке тинејџере.

## Рођења
- 1768 — Франц I, први аустријски цар. (прем. 1835)[1]
- 1804 — Хајнрих Ленц, немачки физичар. (прем. 1865)[2]
- 1809 — Чарлс Дарвин, енглески природњак, биолог и геолог. (прем. 1882)[3]
- 1809 — Абрахам Линколн, амерички адвокат и политичар, 16. председник САД. (прем. 1865)[4]
- 1841 — Лаза Костић, српски песник, писац, правник, адвокат, новинар, драматург и естетичар. (прем. 1910)[5]
- 1861 — Лу Андреас-Саломе, руско-немачка филозофкиња. (прем. 1937)[6]
- 1877 — Луј Рено, француски индустријалац, један од оснивача компаније Рено и пионир аутомобилске индустрије. (прем. 1944)[7]
- 1881 — Ана Павлова, руска балерина. (прем. 1931)[8]
- 1884 — Макс Бекман, немачки сликар, графичар, вајар и писац. (прем. 1950)[9]
- 1893 — Омар Бредли, амерички генерал. (прем. 1981)[10]
- 1908 — Жак Ербран, француски математичар. (прем. 1931)[11]
- 1918 — Џулијан Швингер, амерички теоријски физичар, добитник Нобелове награде за физику (1965). (прем. 1994)[12]
- 1934 — Бил Расел, амерички кошаркаш и кошаркашки тренер.  (прем. 2022)[13]
- 1936 — Џо Дон Бејкер, амерички глумац.[14]
- 1939 — Реј Манзарек, амерички музичар, музички продуцент, редитељ и писац, најпознатији као суоснивач и клавијатуриста групе The Doors. (прем. 2013)[15]
- 1942 — Ехуд Барак, израелски генерал и политичар, 10. премијер Израела.[16]
- 1950 — Мајкл Ајронсајд, канадски глумац.[17]
- 1956 — Велимир Зајец, хрватски фудбалер и фудбалски тренер.[18]
- 1964 — Предраг Луцић, хрватски новинар, књижевник и драматург. († 2018)[19]
- 1968 — Џош Бролин, амерички глумац.[20]
- 1969 — Дарен Аронофски, амерички редитељ, сценариста и продуцент.[21]
- 1973 — Тара Стронг, канадско-америчка глумица.[22]
- 1976 — Силвија Сејнт, чешка порнографска глумица.[23]
- 1979 — Џеси Спенсер, аустралијски глумац и музичар.[24]
- 1980 — Гучи Мејн, амерички хип хоп музичар.[25]
- 1980 — Кристина Ричи, америчка глумица и продуценткиња.[26]
- 1980 — Хуан Карлос Фереро, шпански тенисер.[27]
- 1980 — Тијана Чуровић, српска глумица и ТВ водитељка.[28]
- 1982 — Бојан Јоргачевић, српски фудбалски голман.[29]
- 1982 — Драган Станчић, српски фудбалер.[30]
- 1982 — Алем Тоскић, српски рукометаш и рукометни тренер.[31]
- 1984 — Бојан Остојић, српски фудбалер.[32]
- 1987 — Жереми Шарди, француски тенисер.[33]
- 1988 — Грегор Балажиц, словеначки фудбалер.[34]
- 1988 — Николас Отаменди, аргентински фудбалер.[35]
- 1988 — Мајк Познер, амерички музичар и музички продуцент.[36]
- 1999 — Џејлен Хендс, амерички кошаркаш.[37]
- 2000 — Марко Пецарски, српски кошаркаш.[38]

## Смрти
- 901 — Антоније II Цариградски, цариградски патријарх.[39]
- 1517 — Катарина од Наваре, краљица Наваре. (рођ. 1470)[40]
- 1538 — Албрехт Алтдорфер, немачки сликар, графичар и архитекта. (рођ. отприлике 1480)[41]
- 1554 — Џејн Греј, енглеска племкиња. (рођ. 1536)[42]
- 1763 — Пјер Мариво, француски књижевник. (рођ. 1688)[43]
- 1771 — Адолф Фредерик од Шведске, краљ Шведске. (рођ. 1710)[44]
- 1804 — Имануел Кант, немачки филозоф. (рођ. 1724)[45]
- 1834 — Фридрих Шлејермахер, немачки филозоф, теолог и професор. (рођ. 1768)[46]
- 1916 — Јулијус Вилхелм Рихард Дедекинд, немачки математичар. (рођ. 1831)[47]
- 1948 — Стеван Стево Калуђерчић, прозни писац, просветни, културни и политички радник. (рођ. 1864)[48]
- 1954 — Дзига Вертов, совјетски филмски стваралац. (рођ. 1896)[49]
- 1961 — Бранко Миљковић, српски песник, есејиста и преводилац. (рођ. 1934)[50]
- 1979 — Жан Реноар, француски редитељ, сценариста, продуцент и писац. (рођ. 1894)[51]
- 1984 — Ана Андерсон, особа која је тврдила да је велика кнегиња Анастасија Николајевна. (рођ. 1896)[52]
- 1984 — Хулио Кортасар, аргентински писац, преводилац и интелектуалац. (рођ. 1914)[53]
- 1990 — Ненад Радуловић, фронтмен групе Последња Игра Лептира. (рођ. 1959)
- 1994 — Рахела Ферари, глумица. (рођ. 1911)[54]
- 2000 — Скримин Џеј Хокинс, амерички музичар. (рођ. 1929)
- 2004 — Душан Трнинић, првак балета Народног позоришта у Београду и кореограф. (рођ. 1928)[55]
- 2010 — Петар Борота, фудбалски голман. (рођ. 1952)[56]
- 2010 — Нодар Кумариташвили, грузијски санкаш. (рођ. 1988)
- 2019 — Гордон Бенкс, енглески фудбалски голман. (рођ. 1937)[57]

## Празници и дани сећања
- Међународни празници
  - Дарвинов дан
- Српска православна црква слави:
  - Света Три Јерарха
  - Свештеномученика Иполита - епископа римског
  - Светог мученика Теофила Новог
  - Светог Петра - цара бугарског